# Municipio de Belmond
El municipio de Belmond (en inglés: Belmond Township) es un municipio ubicado en el condado de Wright en el estado estadounidense de Iowa. En el año 2010 tenía una población de 433 habitantes y una densidad poblacional de 4,57 personas por km².

## Geografía
El municipio de Belmond se encuentra ubicado en las coordenadas 42°52′14″N 93°41′23″O / 42.87056, -93.68972. Según la Oficina del Censo de los Estados Unidos, el municipio tiene una superficie total de 94.74 km², de la cual 94,22 km² corresponden a tierra firme y (0,56 %) 0,53 km² es agua.

## Demografía
Según el censo de 2010, había 433 personas residiendo en el municipio de Belmond. La densidad de población era de 4,57 hab./km². De los 433 habitantes, el municipio de Belmond estaba compuesto por el 97,69 % blancos, el 1,62 % eran de otras razas y el 0,69 % eran de una mezcla de razas. Del total de la población el 4,85 % eran hispanos o latinos de cualquier raza.